# Bajram Jashanica
Bajram Jashanica, född den 25 september 1990 i Pristina i SFR Jugoslavien (nuvarande Kosovo), är en kosovansk fotbollsspelare (försvarare) som för närvarande är klubblös efter att ha testats positiv för dopning.
2018 stängdes han av i två år efter att ha testats positiv för dopning.